# Fred Imhoff
Ferdinand Helmuth Imhoff (conocido como Fred Imhoff; La Haya, 15 de febrero de 1942) es un deportista neerlandés que compitió en vela en la clase Flying Dutchman. Ganó una medalla de bronce en el Campeonato Europeo de Flying Dutchman de 1972.

## Palmarés internacional
| Campeonato Europeo | Campeonato Europeo       | Campeonato Europeo | Campeonato Europeo |
| Año                | Lugar                    | Medalla            | Clase              |
| ------------------ | ------------------------ | ------------------ | ------------------ |
| 1972               | Medemblik (Países Bajos) | Medalla de bronce  | Flying Dutchman    |